# Philippe Montanier
Philippe Montanier (Vernon, Alta Normandía, 15 de noviembre de 1964) es un exjugador y entrenador de fútbol. Actualmente está libre.

## Trayectoria

### Como jugador
Como jugador de fútbol profesional desempeñaba la posición de portero, y desarrolló toda su carrera en equipos franceses de la Ligue 1 y la Ligue 2: S. M. Caen, F. C. Nantes, Toulouse F. C., F. C. Gueugnon y A. S. Saint-Étienne.

### Como entrenador
Inicios
Comenzó su andadura como entrenador en 2000, como segundo de Robert Nouzaret en el Toulouse F. C. En la temporada 2001-02 ocupó el mismo puesto, pero esta vez en el S. C. Bastia.
Después, de 2002 a 2004, siguió como asistente de Robert Nouzaret, esta vez en la selección de Costa de Marfil.
US Boulogne
En julio de 2004, comenzó su carrera en solitario al coger las riendas del U. S. Boulogne, un modesto equipo francés al que logró ascender desde categorías regionales hasta la Primera División francesa en sólo cinco temporadas.
Valenciennes
En junio de 2009, decidió dejar el U. S. Boulogne para incorporarse al Valenciennes F. C., firmando un contrato por tres temporadas. Tras dos años más que positivos, en los que consiguió dejar al equipo en su mejor clasificación liguera histórica -10º-, y practicando un juego alegre y valiente, varios equipos intentaron convencer al técnico galo de la conveniencia de un cambio de aires con objetivos más ambiciosos.
Real Sociedad
En verano de 2011, tuvo ofertas de F. C. Girondins de Burdeos, A. J. Auxerre y Real Sociedad. Finalmente, es este último club el que consiguió hacerse con sus servicios, previo pago de los 500 000 euros correspondientes al salario que debía cobrar en la 2011-12.
Firmó un contrato de dos años con uno de los clubes con más historia de la Liga BBVA. Se esperaba que su proyección, ambición y conocimientos llevaran a la Real a éxitos pasados, sustentado en un proyecto de cantera ambicioso. Su esquema de juego habitual solía ser el 4-3-3 y sus planteamientos se basaban en la posesión de balón y el juego poco especulativo.
Pese a un flojo comienzo (2 victorias en las 12 primeras jornadas de la Liga 2011-12) y las críticas de la afición, obtuvo la permanencia para el conjunto vasco a falta de 3 partidos para el final del campeonato y Jokin Aperribay confirmó que seguiría siendo el entrenador realista la próxima temporada.
En su segunda temporada al frente del conjunto vasco, los resultados fueron claramente de menos a más y gracias a una fantástica segunda vuelta, aspiraba a terminar en cuarto puesto y entrar así en la Liga de Campeones de la UEFA. El 21 de mayo de 2013, anunció oficialmente que dejaría la Real Sociedad al término de la temporada para dirigir al Stade Rennes F. C. a partir de la temporada 2013-14. Finalmente, el técnico francés se despidió de la Real Sociedad de la mejor forma posible, clasificando al equipo donostiarra para la ronda previa de la Liga de Campeones.
Rennes
Comenzó su etapa en el Stade Rennes F. C. de forma positiva, situando al equipo bretón en quinto puesto tras siete jornadas de la Ligue 1, pero a partir de ahí empezó a perder fuelle y terminó la primera vuelta en una decepcionante 15.ª posición. El equipo finalizó la temporada consiguiendo la permanencia a falta de una jornada y perdiendo la final de la Copa de Francia.
Su segundo curso al frente del Rennes inició de manera similar al anterior, pues aunque en ocasiones parecía engancharse a la lucha por entrar en competiciones europeas, el equipo acabó la primera vuelta en la zona templada de la clasificación. El 19 de mayo de 2015, el club renovó su contrato por tres años más, antes de concluir el campeonato como 9.º clasificado.
La temporada 2015-16 del club bretón arrancó con signos esperanzadores, ya que ganó 4 de sus 5 primeros partidos, siendo una de las revelaciones del inicio del campeonato. Sin embargo, no pudo mantener ese ritmo y se fue descolgando de las primeras posiciones. El 20 de enero de 2016, fue sustituido por Rolland Courbis al frente del Stade Rennes F. C. El equipo ocupaba la 6.ª posición tras 21 jornadas de la Ligue 1 y estaba a sólo 3 puntos del 3.er puesto, aunque el día anterior había sido eliminado de la Copa de Francia.
Nottingham Forest
En junio de 2016, se convirtió en el nuevo técnico del Nottingham Forest. Sin embargo, el 14 de enero de 2017, fue despedido tras sumar 2 puntos en las 8 últimas jornadas, dejando al equipo inglés en la 20.ª posición del Football League Championship.
Federación Francesa de Fútbol
En julio de 2017, comenzó a trabajar para la Federación Francesa de Fútbol, encargándose de la formación de los futuros entrenadores del país.
Lens
Un año después, en junio de 2018, fue contratado por el R. C. Lens. En su primera temporada en el banquillo aurirrojo, finalizó en 5.º puesto en la Ligue 2 y llegó a la final de la promoción de ascenso, pero perdió contra el Dijon F. C. O. y no pudo lograr el ascenso. El 25 de febrero de 2020, tras ganar uno de los 7 últimos partidos y caer a la 3.ª posición, el club anunció que prescindía de sus servicios.
Standard Lieja
En junio de 2020, el Standard Lieja anunció que sería su nuevo entrenador. Fue cesado el 26 de diciembre, tras solo seis meses en el cargo.
Toulouse
El 23 de junio de 2021, fue contratado por el Toulouse F. C. El 25 de abril de 2022, logró el ascenso a la Ligue 1, además de proclamarse campeón de la Ligue 2. Un año después, consiguió la primera Copa de Francia en la historia del club tras derrotar en la final al F. C. Nantes por un gol a cinco y consiguió la permanencia en la élite sin apuros. No obstante, el 14 de junio de 2023, el club decidió prescindir de sus servicios.

## Clubes y estadísticas

### Como jugador
| Club                | País    | Año       | Partidos |
| ------------------- | ------- | --------- | -------- |
| S. M. Caen          | Francia | 1987-1990 | 61       |
| F. C. Nantes        | Francia | 1990-1991 | 8        |
| S. M. Caen          | Francia | 1991-1994 | 79       |
| Toulouse F. C.      | Francia | 1994-1997 | 88       |
| F. C. Gueugnon      | Francia | 1997-1999 | 82       |
| A. S. Saint-Étienne | Francia | 1999-2000 | 6        |

### Como entrenador

#### Clubes
| Equipo                             | Div.         | Temporada    | Liga  | Liga | Liga | Liga | Liga |       | Copa | Copa | Copa | Copa  |   | Internacional | Internacional | Internacional | Internacional | Internacional |   | Otros | Otros | Otros | Otros |     | Totales     | Totales | Totales | Totales | Totales | Totales | Totales | Totales |
| Equipo                             | Div.         | Temporada    | Part. | G    | E    | P    | Pos. | Part. | G    | E    | P    | Part. | G | E             | P             | Pos.          | Part.         | G             | E | P     | Part. | G     | E     | P   | Rendimiento | GF      | GC      | Dif.    |         |         |         |         |
| ---------------------------------- | ------------ | ------------ | ----- | ---- | ---- | ---- | ---- | ----- | ---- | ---- | ---- | ----- | - | ------------- | ------------- | ------------- | ------------- | ------------- | - | ----- | ----- | ----- | ----- | --- | ----------- | ------- | ------- | ------- | ------- | ------- | ------- | ------- |
| U. S. Boulogne Francia             | 4.ª          | 2004-05      | 34    | 19   | 9    | 6    | 1.º  | 4     | 3    | 0    | 1    | -     | - | -             | -             | -             | -             | -             | - | -     | 38    | 22    | 9     | 7   | 65.78%      | 70      | 31      | +31     |         |         |         |         |
| U. S. Boulogne Francia             | 3.ª          | 2005-06      | 38    | 16   | 10   | 12   | 6.º  | 1     | 0    | 0    | 1    | -     | - | -             | -             | -             | -             | -             | - | -     | 39    | 16    | 10    | 13  | 49.58%      | 49      | 43      | +6      |         |         |         |         |
| U. S. Boulogne Francia             | 3.ª          | 2006-07      | 38    | 22   | 9    | 7    | 2.º  | 1     | 0    | 0    | 1    | -     | - | -             | -             | -             | -             | -             | - | -     | 39    | 22    | 9     | 8   | 64.1%       | 61      | 36      | +25     |         |         |         |         |
| U. S. Boulogne Francia             | 2.ª          | 2007-08      | 38    | 12   | 7    | 19   | 16.º | 7     | 3    | 2    | 2    | -     | - | -             | -             | -             | -             | -             | - | -     | 45    | 15    | 9     | 21  | 40%         | 43      | 60      | -17     |         |         |         |         |
| U. S. Boulogne Francia             | 2.ª          | 2008-09      | 38    | 20   | 6    | 12   | 3.º  | 8     | 6    | 0    | 2    | -     | - | -             | -             | -             | -             | -             | - | -     | 46    | 26    | 6     | 14  | 60.87%      | 69      | 45      | +24     |         |         |         |         |
| U. S. Boulogne Francia             | Total        | Total        | 186   | 89   | 41   | 56   | -    | 21    | 12   | 2    | 7    | -     | - | -             | -             | -             | -             | -             | - | -     | 207   | 101   | 43    | 63  | 55.71%      | 292     | 215     | +77     |         |         |         |         |
| Valenciennes F. C. Francia         | 1.ª          | 2009-10      | 38    | 14   | 10   | 14   | 10.º | 2     | 0    | 0    | 2    | -     | - | -             | -             | -             | -             | -             | - | -     | 40    | 14    | 10    | 16  | 43.33%      | 50      | 53      | -3      |         |         |         |         |
| Valenciennes F. C. Francia         | 1.ª          | 2010-11      | 38    | 10   | 18   | 10   | 12.º | 4     | 1    | 1    | 2    | -     | - | -             | -             | -             | -             | -             | - | -     | 42    | 11    | 19    | 12  | 41.27%      | 52      | 47      | +5      |         |         |         |         |
| Valenciennes F. C. Francia         | Total        | Total        | 76    | 24   | 28   | 24   | -    | 6     | 1    | 1    | 4    | -     | - | -             | -             | -             | -             | -             | - | -     | 82    | 25    | 29    | 28  | 42.28%      | 102     | 100     | +2      |         |         |         |         |
| Real Sociedad · España             | 1.ª          | 2011-12      | 38    | 12   | 11   | 15   | 12.º | 4     | 2    | 0    | 2    | -     | - | -             | -             | -             | -             | -             | - | -     | 42    | 14    | 11    | 17  | 42.06%      | 54      | 61      | -7      |         |         |         |         |
| Real Sociedad · España             | 1.ª          | 2012-13      | 38    | 18   | 12   | 8    | 4.º  | 2     | 0    | 1    | 1    | -     | - | -             | -             | -             | -             | -             | - | -     | 40    | 18    | 13    | 9   | 55.83%      | 72      | 53      | +19     |         |         |         |         |
| Real Sociedad · España             | Total        | Total        | 76    | 30   | 23   | 23   | -    | 6     | 2    | 1    | 3    | -     | - | -             | -             | -             | -             | -             | - | -     | 82    | 32    | 24    | 26  | 48.78%      | 126     | 114     | +12     |         |         |         |         |
| Stade Rennes F. C. Francia         | 1.ª          | 2013-14      | 38    | 11   | 13   | 14   | 12.º | 8     | 5    | 1    | 2    | -     | - | -             | -             | -             | -             | -             | - | -     | 46    | 16    | 14    | 16  | 44.92%      | 59      | 53      | +6      |         |         |         |         |
| Stade Rennes F. C. Francia         | 1.ª          | 2014-15      | 38    | 13   | 11   | 14   | 9.º  | 6     | 3    | 1    | 2    | -     | - | -             | -             | -             | -             | -             | - | -     | 44    | 16    | 12    | 16  | 45.45%      | 43      | 51      | -8      |         |         |         |         |
| Stade Rennes F. C. Francia         | 1.ª          | 2015-16      | 21    | 7    | 10   | 4    | Inc. | 4     | 1    | 1    | 2    | -     | - | -             | -             | -             | -             | -             | - | -     | 25    | 8     | 11    | 6   | 46.67%      | 36      | 33      | +3      |         |         |         |         |
| Stade Rennes F. C. Francia         | Total        | Total        | 97    | 31   | 34   | 32   | -    | 18    | 9    | 3    | 6    | -     | - | -             | -             | -             | -             | -             | - | -     | 115   | 40    | 37    | 38  | 45.5%       | 138     | 137     | +1      |         |         |         |         |
| Nottingham Forest F. C. Inglaterra | 2.ª          | 2016-17      | 26    | 7    | 6    | 13   | Inc. | 4     | 2    | 0    | 2    | -     | - | -             | -             | -             | -             | -             | - | -     | 30    | 9     | 6     | 15  | 36.67%      | 41      | 53      | -12     |         |         |         |         |
| Nottingham Forest F. C. Inglaterra | Total        | Total        | 26    | 7    | 6    | 13   | -    | 4     | 2    | 0    | 2    | -     | - | -             | -             | -             | -             | -             | - | -     | 30    | 9     | 6     | 15  | 36.67%      | 41      | 53      | -12     |         |         |         |         |
| R. C. Lens Francia                 | 2.ª          | 2018-19      | 38    | 18   | 9    | 11   | 5.º  | 5     | 3    | 1    | 1    | -     | - | -             | -             | -             | 4             | 1             | 2 | 1     | 47    | 22    | 12    | 13  | 55.32%      | 62      | 39      | +23     |         |         |         |         |
| R. C. Lens Francia                 | 2.ª          | 2019-20      | 26    | 13   | 8    | 5    | Inc. | 5     | 2    | 1    | 2    | -     | - | -             | -             | -             | -             | -             | - | -     | 31    | 15    | 9     | 7   | 58.07%      | 44      | 33      | +11     |         |         |         |         |
| R. C. Lens Francia                 | Total        | Total        | 64    | 31   | 17   | 16   | -    | 10    | 5    | 2    | 3    | -     | - | -             | -             | -             | 4             | 1             | 2 | 1     | 78    | 37    | 21    | 20  | 56.41%      | 106     | 72      | +34     |         |         |         |         |
| Standard de Lieja · Bélgica        | 1.ª          | 2020-21      | 19    | 6    | 7    | 6    | Inc. | -     | -    | -    | -    | 9     | 4 | 1             | 4             | FG            | -             | -             | - | -     | 28    | 10    | 8     | 10  | 45.23%      | 36      | 37      | -1      |         |         |         |         |
| Standard de Lieja · Bélgica        | Total        | Total        | 19    | 6    | 7    | 6    | -    | -     | -    | -    | -    | 9     | 4 | 1             | 4             | -             | -             | -             | - | -     | 28    | 10    | 8     | 10  | 45.23%      | 36      | 37      | -1      |         |         |         |         |
| Toulouse F. C. Francia             | 2.ª          | 2021-22      | 38    | 23   | 10   | 5    | 1.º  | 5     | 3    | 1    | 1    | -     | - | -             | -             | -             | -             | -             | - | -     | 43    | 26    | 11    | 6   | 69%         | 90      | 36      | +54     |         |         |         |         |
| Toulouse F. C. Francia             | 1.ª          | 2022-23      | 38    | 13   | 9    | 16   | 13.º | 6     | 6    | 0    | 0    | -     | - | -             | -             | -             | -             | -             | - | -     | 43    | 18    | 9     | 16  | 48.84%      | 76      | 62      | +14     |         |         |         |         |
| Toulouse F. C. Francia             | Total        | Total        | 76    | 36   | 19   | 21   | -    | 11    | 9    | 1    | 1    | 0     | 0 | 0             | 0             | -             | 0             | 0             | 0 | 0     | 87    | 45    | 20    | 22  | 59.38%      | 166     | 98      | +68     |         |         |         |         |
| Total clubes                       | Total clubes | Total clubes | 620   | 254  | 175  | 191  | -    | 76    | 40   | 10   | 26   | 9     | 4 | 1             | 4             | -             | 4             | 1             | 2 | 1     | 709   | 299   | 188   | 222 | 51.01%      | 1007    | 826     | +181    |         |         |         |         |
| 1. 2. 3.                           |              |              |       |      |      |      |      |       |      |      |      |       |   |               |               |               |               |               |   |       |       |       |       |     |             |         |         |         |         |         |         |         |

#### Selección
| Francia Sub-20  | 2018-19         | - | - | - | - | - | - | - | - | - | - | - | - | - | - | 4 | 2 | 1 | 1 | 4 | 2 | 1 | 1 | 58.33% | 5 | 3 | +2 |
| Total selección | Total selección | - | - | - | - | - | - | - | - | - | - | - | - | - | - | 4 | 2 | 1 | 1 | 4 | 2 | 1 | 1 | 58.33% | 5 | 3 | +2 |

### Resumen por competiciones
| Competición                 | Partidos | Ganados | Empatados | Perdidos | Ganados % |
| Clubes                      | Clubes   | Clubes  | Clubes    | Clubes   | Clubes    |
| --------------------------- | -------- | ------- | --------- | -------- | --------- |
| Championnat National 2      | 34       | 19      | 9         | 6        | 64.7%     |
| Championnat National        | 76       | 38      | 19        | 19       | 58.33%    |
| Ligue 2                     | 182      | 87      | 42        | 53       | 55.49%    |
| Ligue 1                     | 211      | 68      | 71        | 72       | 43.45%    |
| Copa de Francia             | 44       | 26      | 5         | 13       | 62.88%    |
| Copa de la Liga de Francia  | 22       | 10      | 4         | 8        | 51.51%    |
| Primera División de España  | 76       | 30      | 23        | 23       | 49.56%    |
| Copa del Rey                | 6        | 2       | 1         | 3        | 38.89%    |
| EFL Championship            | 26       | 7       | 6         | 13       | 34.61%    |
| FA Cup                      | 1        | 0       | 0         | 1        | 0%        |
| EFL Cup                     | 3        | 2       | 0         | 1        | 66.67%    |
| Primera División de Bélgica | 19       | 6       | 7         | 6        | 43.86%    |
| Liga Europa de la UEFA      | 9        | 4       | 1         | 4        | 48.14%    |
| Total clubes                | 709      | 299     | 188       | 222      | 51.01%    |
| Selección                   |          |         |           |          |           |
| Amistosos                   | 4        | 2       | 1         | 1        | 58.33%    |
| Total selección             | 4        | 2       | 1         | 1        | 58.33%    |
| Total en su carrera         | 713      | 301     | 189       | 223      | 51.06%    |

## Palmarés

### Como entrenador
| Título                 | Equipo         | País    | Año  |
| ---------------------- | -------------- | ------- | ---- |
| Championnat National 2 | U. S. Boulogne | Francia | 2005 |
| Ligue 2                | Toulouse F. C. | Francia | 2022 |
| Copa de Francia        | Toulouse F. C. | Francia | 2023 |

### Distinciones individuales
| Distinción                     | Año        |
| ------------------------------ | ---------- |
| Mejor entrenador de la Ligue 2 | 2009, 2022 |